# Боуен

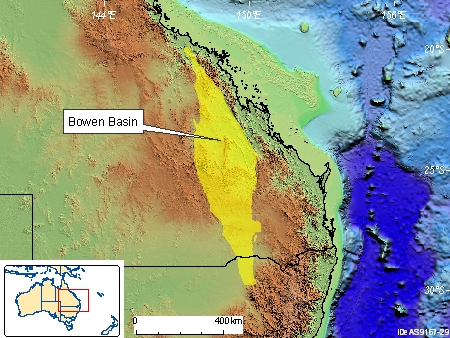
Мапа басейну

Боуен (англ. Bowen), також Велика Синкліналь — один з найбільших кам'яно-вугільних басейнів Австралії, штат Квінсленд. У 2001 році в цьому районі проживало 41 973 особи. Основні компанії, які видобувають вугілля в басейні у 2020-тих роках — Anglo American і Fitzroy Australia. Ці дві видобувні компанії розширюють свою діяльність за допомогою ініціатив, зосереджених на технологіях і людях. Інші компанії, які освоювали басейн в ХХІ ст.. BHP Mitsubishi Alliance, BHP Mitsui Coal, Felix Resources, Idemitsu Kosan, Macarthur Coal, Peabody Energy, QCoal, Vale, Wesfarmers, Glencore.

## Історія
Вугілля виявлене в 1827 році, пробне видобування вугілля датується 1845 роком. Німецький науковець, мандрівник Людвіг Ляйхгард (1813—1848) був першим європейцем, який описав поклади вугілля в басейні Боуен, коли він подорожував від Порту Ессінгтон до Північної території. Геолог уряду Квінсленда Роберт Логан Джек (1845—1921) повідомив про поклади вугілля в басейні у 1878 році. Перша спроба налагодження промислового видобутку вугілля в басейні була в 1892 році в Толмісі. Однак до 1900 року це місце було покинуто. Інтенсивна розвідка вугільного родовища Боуен розпочалася лише після кризи в промисловості з 1907 року. До кінця 1915 року п'ять синдикатів зареєстрували 17 договорів оренди, що охоплювали велику частину басейну Боуен. Місцевість навколо Коллінсвілла вперше була досліджена на пошуки ресурсів у 1920-х роках. Масштабна розвідка вугілля розпочалася в басейні Боуен у 1960-х роках.
Вугільний басейн був названий за назвою річки Боуен, яка в свою чергу названа на честь першого губернатора Квінсленда сера Джорджа Боуена (1821—1899).

## Характеристика
Басейн Боуен містить найбільші запаси вугілля в Австралії. Це одне з найбільших у світі родовищ кам'яного вугілля, яке включає всі різновиди коксівного вугілля. Промислова вугленосність пов'язана в пермськими відкладами.
Площа басейну близько 60 тис. км² у Центральному Квінсленді від Коллінсвілля до Теодора. Басейн Боуен охоплює територію довжиною близько 600 км і шириною 250 км. На півночі примикає до Сіднейського вугільного басейну. На півдні половину басейну Боуен охоплює басейн Сурат.
Боуен розташований в передовому прогині герцинідів Нової Англії. Розвідані запаси вугілля перевищують 42 млрд т. Боуен забезпечує до 40 % видобутку і близько 50 % експорту вугілля Австралії. Розвідані 36 родовищ, на 14 з них ведеться видобуток.
Зольність вугілля 8(5)-25 %. Вологість 1-4 %, вихід летких речовин — 10,7-34,5 %, вміст S — не більше 0,72 %, Р — до 0,07 %.

## Технологія розробки
90 % видобутку забезпечується відкритим способом (Коллінсвілл, Гуньелла, Пік-Даунс, Сараджі, Блекуотер, Лайкхарт, Кук, Сіркиус-Крік, Півд. Блекуотер, Баралаба, Мура, Кайанга, Блер-Атол, Нібо).
Основними вугільними містечками Боуен-Бейнс є Моура, Моранба, Коллінсвілл, Дайсарт, Мідлмаунт, Блекуотер, Гленден, Капелла та Тієрі. Вугільні міста майбутнього зростання можуть включати Теодор, Роллстон і Спрінгсур.
Працюють 7 кар'єрів та 4 шахти.
Тут видобувається майже 100 % коксівного вугілля держави і 60 % енергетичного вугілля. Крім того, видобувають метан вугільних родовищ.

## Інтернет-ресурси
- Bowenbecken auf Geoscience Australia
- Karte des Bowenbeckens [Архівовано 12 вересня 2009 у Wayback Machine.] (PDF; 589 kB)
- Santos website [Архівовано 23 травня 2022 у Wayback Machine.]